# Cruthinen
De Cruithne of Cruithinen waren een half-mytisch volk dat op de Britse eilanden leefde tijdens de ijzertijd.
In 773 AD stopten de annalen met het gebruik van de term Cruthinen ten gunste van de term Dál nAraidi, die hun overheersing van de Cruthinen had veiliggesteld.